# Oporophylla
Oporophylla là một chi bướm đêm thuộc họ Noctuidae.